# Chef-lieu
Chef-lieu (výsl. [šef ljö], plurál chefs-lieux) (česky zhruba vedoucí místo) je ve frankofonních zemích označení pro město, ve kterém sídlí orgány příslušné územní samosprávné nebo administrativní jednotky (hlavní města států se takto s výjimkou Nové Kaledonie neoznačují).

## Belgie
Chef-lieu v Belgii je sídlo každé z deseti provincií a tří regionů.

## Francie

### Kontinentální Francie
- Chef-lieu de région a chef-lieu de département je označení měst se sídlem prefektury, tj. úřadu státní správy departementu. V každém regionu je jeden z prefektů zástupcem regionu i departementu.
- Chef-lieu d'arrondissement je označení měst podprefektury, tj. úřadu státní správy arrondissementu.
- Chef-lieu de canton není sídlem úřadu, neboť francouzské kantony slouží jako volební obvody. Jedná se vždy o největší obec v daném kantonu, které z této pozice nevyplývají žádné povinnosti.
- Chef-lieu de commune je v podstatě každá francouzská obec, ostatní sídla se nazývají osady (hameau).

### Zámořské společenství
Chef-lieu de la collectivité je sídlo prefekta (Saint Pierre a Miquelon, Mayotte, Guadeloupe, Svatý Martin a Svatý Bartoloměj), hlavního komisaře (Francouzská Polynésie) nebo vrchního správce (Wallis a Futuna).

### Nová Kaledonie
- Chef-lieu de la Nouvelle-Calédonie je označení města Nouméa, které je hlavním městem Nové Kaledonie.
- Chef-lieu provincial je označení pro sídlo jedné ze tří provincií
- Chef-lieu de commune je obdobný případ jako u obcí ve Francii.

## Kanada
Každé z 15 hrabství, na které se člení kanadská provincie Nový Brunšvik, má vlastní chef-lieu.

## Libanon
Chef-lieu je zde používán pro označení sídla guvernorátu nebo okrsku.

## Lucembursko
Lucemburské velkovévodství se dělí na dva arrondissementy, tři okresy, 12 kantonů a 118 obcí. Každá z těchto jednotek má své chef-lieu. 

## Švýcarsko
Chef-lieu se užívá pro sídlo švýcarského kantonu. 16 z 26 kantonů se dělí na okresy a každý z těchto okresů má město nazývané chef-lieu de district.

## Tunisko
Chef-lieu se užívá pro sídlo 24 guvernorátů, které se dělí na delegace. Jejich sídla se označují jako chef-lieu de délégation.